# Aleksej Jagudin

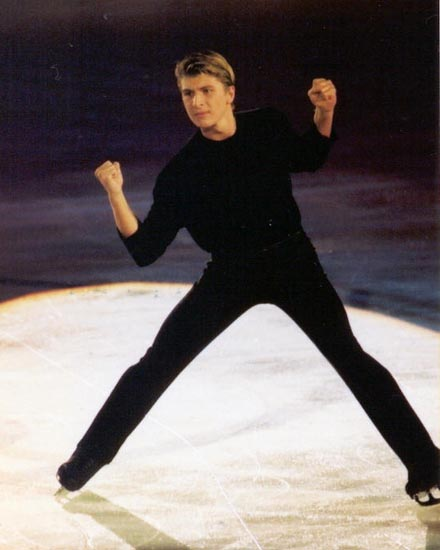
Aleksej Jagudin

Aleksej Konstantinovitj Jagudin (ryska: Алексей Константинович Ягудин), född 18 mars 1980 i S:t Petersburg, är en rysk konståkare. Han är olympisk mästare, världsmästare och europeisk mästare.
Jagudin bodde och tränade i Ryssland för Aleksej Misjin tills han var 18 då han flyttade till Simsbury, USA, och började träna för Tatiana Tarasova. Hon var hans tränare tills han slutade, 2003.
I vinter-OS i Salt Lake City 2002 tog han guldet efter två nästan perfekt åkta program till Mannen med Järnmasken i det långa programmet och Winter av Bond, i det korta. Han fick fyra 6.0 för presentationen efter det långa programmet och var den förste man på 50 år som har fått första plats av alla domare i båda programmen. Han är den ende mannen som har fått mer än en 6.0 i ett olympiskt spel. 
Han är också först med att vinna "the triple crown", det vill säga att han har tagit EM, VM, OS och ISU:s Grand Prix. Yagudin är den förste som har vunnit alla de tävlingarna under en säsong. I världsmästerskapet i Japan 2002 blev han den första mannen som fått sex 6.0 och den förste man som fått en 6.0 för de tekniska elementen.
På grund av en höftskada tvingades han dra sig tillbaka, men han åker uppvisningar med Stars on Ice och tränar Andrej Grjazev. Aleksej Jagudin blev professionell 2003.

## Meriter
- 2003 - Silver i World Team Challenge
- 2002 - Världsmästare, olympisk mästare och europeisk mästare. Guld i Hallmark Skater's Challenge, Canadian Open, Smart Ones Skate America, Top Jump och Campbell's International Classic, 5:e plats på International Challenge.
- 2001 - Guld i ISU Grand Prix Final, Grand Prix Trophee Lalique, Skate Canada och The Masters of Figure Skating, silver i VM, EM och Japan Open, brons i Goodwill Games
- 2000 - Världsmästare, guld i Grand Prix Trophee Lalique, Skate Canada, Skate America och Japan Open, silver i EM och ISU Grand Prix Final
- 1999- Världsmästare och europeisk mästare, guld i Grand Prix Trophee Lalique, Skate Canada, Skate America, ISU Grand Prix Final
- 1998 - Världsmästare och europeisk mästera, guld i World Professional Figure Skating Championships, Grand Prix Trophee Lalique, Skate America, World Team, Challenge, 4:e plats i OS
- 1997 - Brons i VM, 5:e plats i Champion Series Final och EM
- 1996 - Silver i Cup of Russia och Centennial on Ice, brons i Nations Cup, 6:e plats i EM
- 1995 - Guld i Junior-VM
- 1994 - 8:e plats i Goodwill Games